# Arco 22

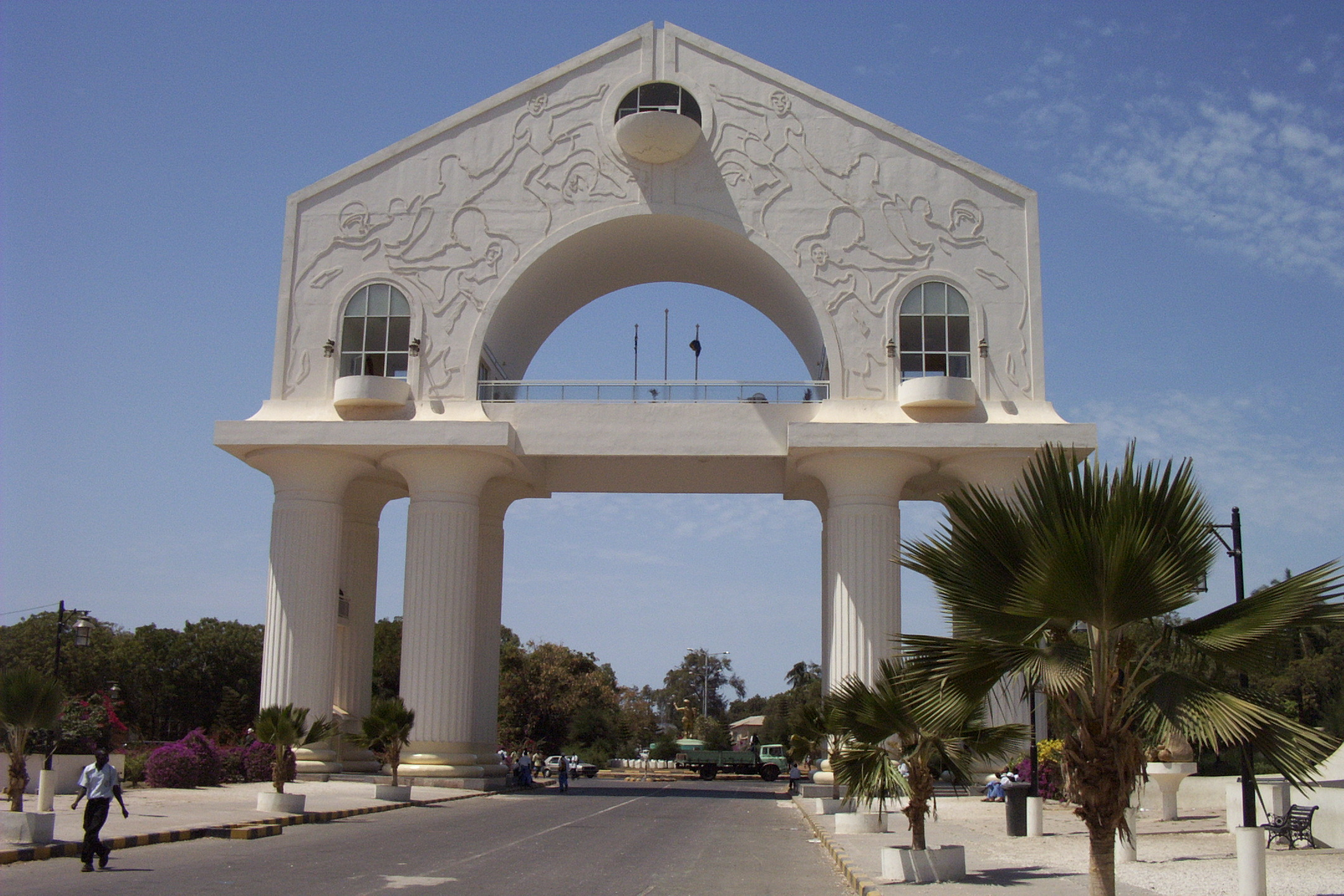
L'arco 22

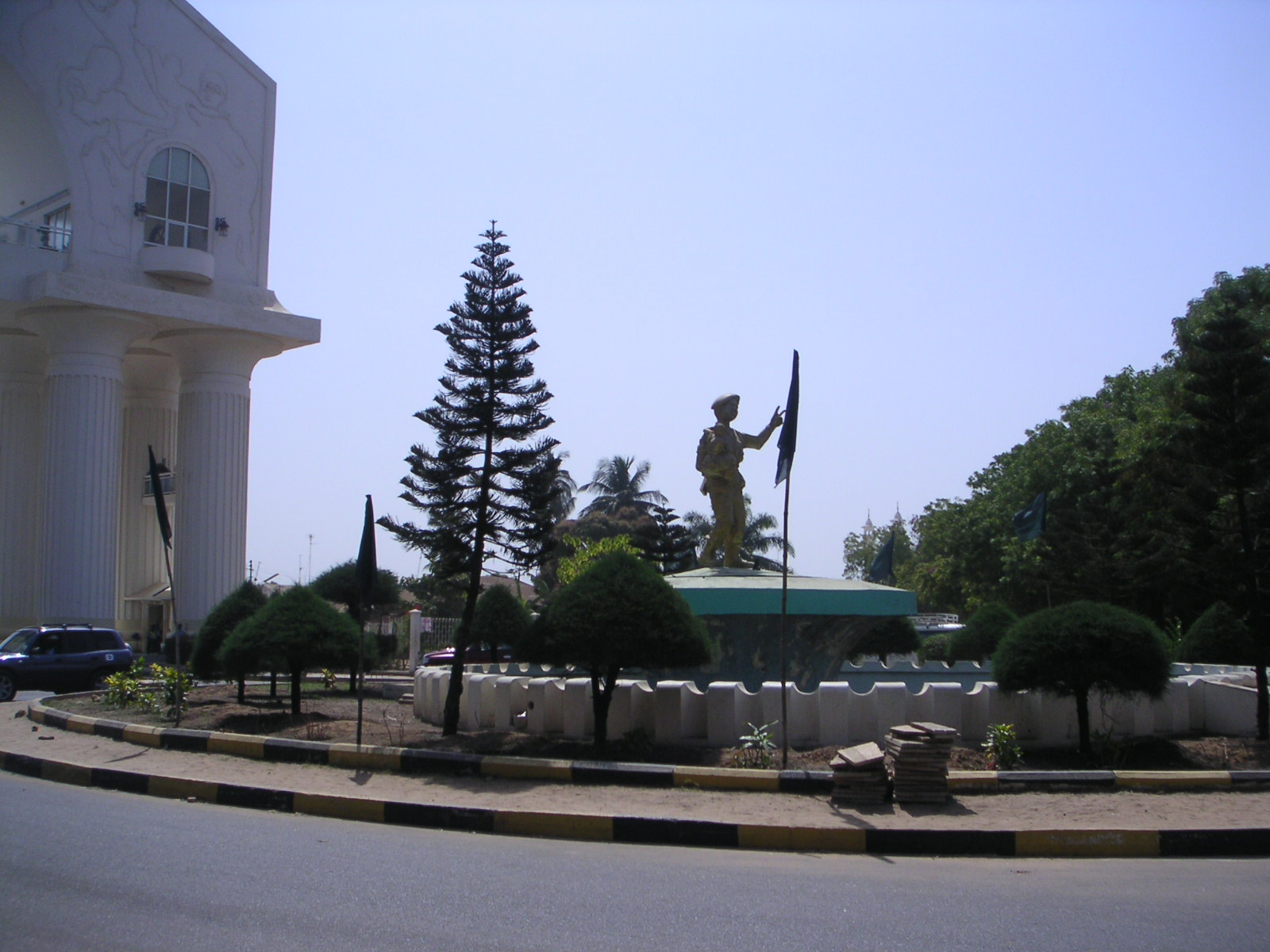
La statua del milite ignoto alla base dell'arco

L'arco 22 è un arco trionfale che si trova nella città di Banjul, capitale del Gambia. Venne costruito nel 1996 per commemorare il colpo di Stato che il 22 luglio (da cui il nome) del 1994 aveva rovesciato il precedente governo legittimo.
L'edificio è stato disegnato dall'architetto senegalese Pierre Goudiaby Atepa, lo stesso che ha progettato l'aeroporto di Banjul-Yundum.

## Descrizione
Con i suoi 35 metri è l'edificio più alto del paese. Esso si regge su otto colonne ed ha tre piani. Il primo piano si trova all'interno delle colonne. Al secondo piano si trova un loggione dal quale è possibile ammirare il panorama della città fino al porto. Al terzo piano si trova un museo tessile ed è possibile raggiungerlo tramite diversi ascensori e scale a spirale.
Alla base dell'arco si può notare la statua del milite ignoto. La statua raffigura un soldato con un fucile posto a tracolla dietro la schiena che con una mano sorregge un bambino e con l'altra fa il segno di vittoria.

## Curiosità
- L'arco 22 è raffigurato sul verso della banconota da 100 dalasi emessa nel 2015.